# 紀元前243年
紀元前243年（きげんぜん243ねん）は、ローマ暦の年である。
当時は、「ガイウス・フンダニウス・フンドゥルスとガイウス・スルピキウス・ガルスが共和政ローマ執政官に就任した年」として知られていた（もしくは、それほど使われてはいないが、ローマ建国紀元511年）。紀年法として西暦（キリスト紀元）がヨーロッパで広く普及した中世時代初期以降、この年は紀元前243年と表記されるのが一般的となった。

## 他の紀年法
- 干支 : 戊午
- 日本
  - 皇紀418年
  - 孝霊天皇48年
- 中国
  - 秦 - 始皇4年
  - 楚 - 考烈王20年
  - 斉 - 斉王建22年
  - 燕 - 燕王喜12年
  - 趙 - 悼襄王2年
  - 魏 - 安釐王34年
  - 韓 - 桓恵王30年
- 朝鮮 :
- ベトナム :
- 仏滅紀元 : 304年
- ユダヤ暦 :

## できごと

### エジプト
- プトレマイオス3世は、エジプト内で起こった反乱のため、シリアから撤退した。その結果、セレウコス2世は自身の王国の支配権を回復し、エジプト軍はメソポタミア及びシリア北部から追放された。
- プトレマイオス3世は、セレウコス朝の領土からの帰途、大量の宝物、カンビュセス2世によってエジプトからペルシアに持ち込まれたエジプトの神像を含む美術品等を持ち帰った。彼はエジプトの寺院に像を設置し直し、Euergetes ("Benefactor")というタイトルを付けた。

### ギリシア
- アカイア同盟をギリシアの有力勢力に育てたシキュオンのアラトス（英語版）は、宣戦布告なしにコリントスに突如攻撃を仕掛け、マケドニアを占領していた軍を撤退させた。メガラ、トロイゼーン、エピダウロスもマケドニア王アンティゴノス2世と縁を絶った。
- スパルタの立法者リュクルゴスの伝統に従い、若き王アギス4世は、国土と富の不平等な分配で貧乏人に重い借金を負わせる現行の制度の改正を試み、借金の帳消しとスパルタ国土の市民への分配を提案した。市民権は、多くのペリオイコイや外国人にまで拡張された。

### 中国
- 秦の蒙驁が魏の畼と有詭を攻め落とした。
- 秦と趙で人質を交換し、趙の太子が帰国した。
- 秦で蝗害と疫病が発生した。粟1000石を納めた人民に、爵1級を与えた。

## 誕生
- セレウコス3世 - セレウコス朝の君主

## 死去
- 安釐王 - 魏の王